# Amphipsylla polyspina
Amphipsylla polyspina är en loppart som beskrevs av Liu Quan, Wu Hou-yong et Li Xiao-lan 1994. Amphipsylla polyspina ingår i släktet Amphipsylla och familjen smågnagarloppor. Inga underarter finns listade i Catalogue of Life.